# Still Smiling
Still Smiling — совместный студийный альбом немецкого экспериментатора Бликсы Баргельда и итальянского мультиинструменталиста Тео Теардо, издан в 2013 году.

## Об альбоме
Начало творческого сотрудничества Бликсы Баргельда и Тео Теардо было положено в 2009 году, во время совместного написание музыки для спектакля Socìetas Raffaello Sanzio «Оскорбление». Теардо отправил Баргельду электронное письмо со своими инструментальными наработками, в ответ получив запись вокальных партий. Между музыкантами сложилась атмосфера взаимопонимания и они решили продолжить сотрудничество. Первой совместной композицией Бликсы и Тео стала «A Quiet Life», записанная в 2010 году Сан-Франциско, специально для одноимённого фильма Клаудио Купеллини с Тони Сервилло в главной роли.
На создание альбома ушло два года. Основная его часть была записана в Риме и Берлине, но будучи музыкальными кочевниками, Теардо и Баргельд беспрестанно переезжали из города в город. Бликса начал писать тексты песен в Сардинии, пока его семья отдыхала на побережье, а закончил в Риме, сидя на крыше отеля позади вокзала Термини. Аранжировки песен разнообразны, в них преобладают акустическая струнная классика и электрические эксперименты. Неоднократно музыканты полностью перерабатывали записи, прежде чем отыскать форму, которая удовлетворила бы обоих.
В альбом вошло 12 композиций на английском, итальянском и немецком языках, среди которых кавер-версия песни The Tiger Lillies «Alone with the Moon», перезаписанная «A Quiet Life» и 10 оригинальных. За выходом пластинки последовали небольшие гастроли по Италии, в которых Баргельда и Теардо сопровождала виолончелист Мартина Бертони. В октябре и ноябре тандем дал несколько концертов в Германии; выбор этого времени года был обусловен любовью Бликсы к пасмурной погоде. 15 марта в Харькове должен был состоятся первый визит музыкантов на Украину; ему не суждено было сбыться из-за политической ситуации в стране. 23 и 24 марта дуэт посетил с концертами Санкт-Петербург и Москву соответственно.
В День музыкального магазина 2014 сотрудничество итальянца и немца было продолжено пятидорожечным мини-альбомом Spring.

## Отзывы
Альбомы был встречен музыкальными критиками с восторгом. Рецензент газеты Corriere della Sera описал Still Smiling как «уникальный диск, изящно и утончённо сочетающий в полной гармонии мелодии Тео Теардо с вокалом Бликса Баргельда». Обозреватель журнала Panorama высоко оценил «ироничный и интроспективной, металлический и разочарованный, голос Бликсы Баргельда, живущий собственной жизнью».
Корреспондент сайта The Quietus отметил полное поглощение слушателя в Still Smiling, достигнутое «благодаря широкому спектру музыкальных идей и хорошо выполненным экспериментам». Критик laut.de отдал должное текстам песен, «каждая строчка которых показывает, почему в Нью-Йорке, Париже и Токио Бликса Баргельд почитается как немецкий поэт современности». Журналист OndaRock написал, что Still Smiling «представляет собой диск, полный таланта, и удивительно высокомерный; но вы же и не станете тратить время на неблагодарное».
Автор интернет-издания Газета.Ru отметил, что на этой пластинке «ощущение смутной тревоги и исследование шаманских ритмов упаковано в относительно уютную оболочку, а Бликса ещё полнее, чем раньше раскрылся в своей актерской ипостаси». Репортёр сайта Звуки.ру заявил, что «…музыка Баргельда всегда представляет некий объект в пространстве, а то и формирует само пространство. <…> Возможно, с Тео Теардо он создал одно из самых помпезных, насыщенных полифонией сооружений. И всё же — это конструкция, а именно вавилонской башня из трёх европейских языков, возвращённых к своему основанию.»

## Список композиций
| №   | Название              | Длительность |
| --- | --------------------- | ------------ |
| 1.  | «Mi Scusi»            | 3:57         |
| 2.  | «Come up and See Me»  | 4:46         |
| 3.  | «Axolotl»             | 4:01         |
| 4.  | «Buntmetalldiebe»     | 4:21         |
| 5.  | «Still Smiling»       | 5:40         |
| 6.  | «Nocturnalie»         | 4:55         |
| 7.  | «Alone with the Moon» | 3:01         |
| 8.  | «What If …?»          | 5:17         |
| 9.  | «Konjunktiv II»       | 3:42         |
| 10. | «Nur Zur Erinnerung»  | 3:41         |
| 11. | «A Quiet Life»        | 6:05         |
| 12. | «Defenestrazioni»     | 5:20         |

## Участники записи
- Бликса Баргельд — вокал, слайд-гитара, орган Хаммонда, клавикорд, колокольчики, перкуссия
- Тео Теардо — электрическая и акустическая гитара, баритон- и бас-гитара, фортепиано, родес-пиано, синтезатор

Приглашённые музыканты
- Мартина Бертони — виолончель
- Александр Баланеску — скрипка
- Джеймс Шентон — скрипка
- Кэти Уилкинсон — виола
- Ник Холланд — виолончель
- Элена де Стабиле — скрипка
- Элизабетта Пачини — вокал